# مایکل کوریلا
مایکل اریک کوریلا (انگلیسی: Michael Erik Kurilla؛ زادهٔ ۱۶ مه ۱۹۶۶) ژنرال بازنشسته نیروی زمینی ایالات متحده آمریکا است که از ۱ آوریل ۲۰۲۲ تا ۸ اوت ۲۰۲۵ به عنوان پانزدهمین فرمانده ستاد فرماندهی مرکزی ایالات متحده خدمت می‌کرد. او پیش از این به عنوان فرمانده کل سپاه هجدهم هوابرد و قبل از آن به عنوان رئیس ستاد کارکنان فرماندهی مرکزی ایالات متحده خدمت می‌کرد.

## زندگینامه

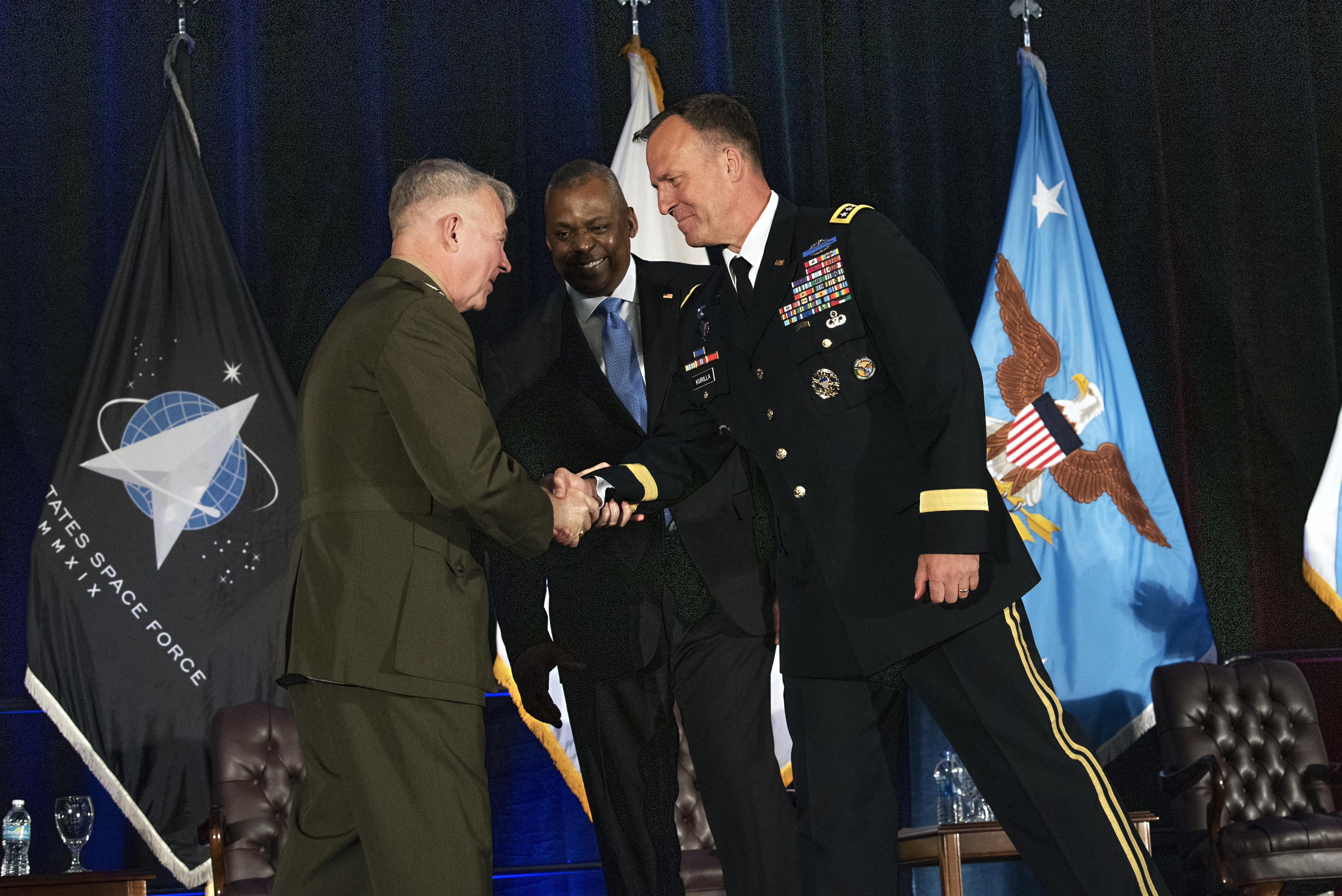
ژنرال کوریلا توسط فرمانده قبلی سنتکام، ژنرال فرانک مک‌کنزی، به دلیل تصدی فرماندهی سنتکام در ۱ آوریل ۲۰۲۲، تبریک گفته شد.

کوریلا در کالیفرنیا به دنیا آمده و در الک ریور، مینه‌سوتا بزرگ شد. وی مدرک کارشناسی مهندسی هوافضا را از آکادمی نظامی ایالات متحده، کارشناسی ارشد مدیریت را از دانشگاه رجیس و مدرک کارشناسی ارشد در مطالعات امنیت ملی از کالج ملی جنگ دریافت کرده است. پس از فارغ‌التحصیلی از وست پوینت، در سال ۱۹۸۸ به عنوان افسر پیاده‌نظام به ارتش ایالات متحده اعزام شد. کوریلا در اوایل دوران کاری خود در حمله ایالات متحده به پاناما شرکت داشت. و در جنگ خلیج فارس، و همچنین عملیات حفظ دموکراسی در هائیتی، و بخشی از نیروی کوزوو و نیروی تثبیت‌کننده در بوسنی و هرزگوین بود.
وی از سال ۲۰۰۴ تا ۲۰۱۴،  در منطقه جغرافیایی تحت مسئولیت فرماندهی مرکزی ایالات متحده مستقر بود و در این مدت به عراق، افغانستان و سوریه اعزام شد. در سال ۲۰۰۵، او به عنوان فرمانده گردان اول، هنگ ۲۴ پیاده نظام، تیپ اول، لشکر ۲۵ پیاده به عراق اعزام شد. پس از نبردی در موصل که در آن "سه بار مورد اصابت گلوله قرار گرفت اما در حین هدایت نیروهای خود به شلیک به سمت شورشیان ادامه داد"، به او نشان ستاره برنزی با نشان "وی" اعطا شد. کوریلا بعداً فرماندهی گردان دوم تکاور و هنگ ۷۵ تکاور را بر عهده گرفت.
او از سال ۲۰۱۲ تا ۲۰۱۴ معاون فرمانده کل ستاد فرماندهی مشترک عملیات ویژه، از سال ۲۰۱۴ تا ۲۰۱۵ معاون فرمانده کل لشکر یکم پیاده و از سال ۲۰۱۵ تا ۲۰۱۶ معاون مدیر عملیات ویژه و مبارزه با تروریسم ستاد مشترک نیروهای مسلح ایالات متحده بود. او از سال ۲۰۱۶ تا ۲۰۱۸ به عنوان فرمانده لشکر ۸۲ام هوابرد و از سال ۲۰۱۸ تا ۲۰۱۹ رئیس ستاد فرماندهی مرکزی ایالات متحده خدمت کرد. او در اکتبر ۲۰۱۹ فرماندهی سپاه هجدهم هوابرد را بر عهده گرفت. در اوایل سال ۲۰۲۲، او برای نظارت بر استقرار نیروهای آمریکایی در پاسخ به بحران ۲۰۲۱–۲۰۲۲ روسیه و اوکراین به آلمان اعزام شد.
در ژانویه ۲۰۲۲، او برای ارتقاء به درجه ژنرالی و انتصاب به عنوان فرمانده فرماندهی مرکزی ایالات متحده نامزد شد. کوریلا این سمت را در آوریل ۲۰۲۲ به عهده گرفت.

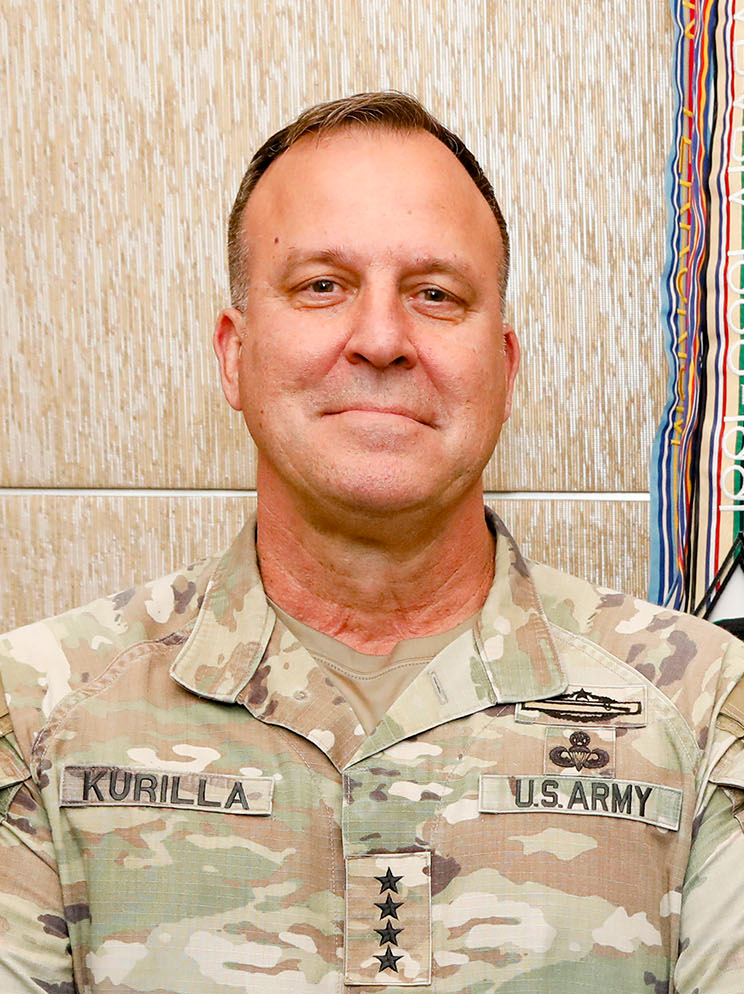
ژنرال مایکل کوریلا در سال ۲۰۲۵

در آوریل ۲۰۲۴، او در پی حمله هوایی ۲۰۲۴ اسرائیل به کنسولگری ایران در دمشق در اول آوریل که در آن چندین فرمانده نظامی ایرانی کشته شدند، در انتظار یک ضد حمله از سوی ایران به اسرائیل اعزام شد. در ماه سپتامبر، او دوباره برای مشورت با وزیر دفاع، یوآو گالانت، به اسرائیل سفر کرد.
در ۱۰ ژوئن ۲۰۲۵، در جریان مذاکرات بین ایالات متحده و ایران در مورد برنامه هسته‌ای این کشور، کوریلا در جلسه استماع کنگره گفت که در صورت شکست مذاکرات، «طیف گسترده‌ای» از گزینه‌های نظامی را برای رئیس جمهور دونالد ترامپ آماده کرده است.

## زندگی شخصی
کوریلا و همسرش مری پیج دو دختر دارند.

## سمت‌های خدمتی
- ۱۹۸۸–۲۰۰۴: در سمت‌های فرماندهی متنوعی در گردان‌های مختلف پیاده‌نظام خدمت کرد که طی آن در جنگ خلیج فارس و نیروی تثبیت‌کننده در بوسنی و هرزگوین شرکت داشت.
- ۲۰۰۴–۲۰۰۵: فرمانده گردان اول هنگ ۲۴ پیاده‌نظام، عراق
- ۲۰۰۶–۲۰۰۸: فرمانده گردان دوم هنگ ۷۵ تکاوران، عراق و افغانستان
- ۲۰۰۹–۲۰۱۱: فرمانده هنگ ۷۵ تکاوران
- ۲۰۱۲–۲۰۱۴: دستیار فرمانده پشتیبانی فرماندهی مشترک عملیات ویژه
- ۲۰۱۴–۲۰۱۵: معاون فرمانده کل لشکر اول پیاده‌نظام
- ۲۰۱۵–۲۰۱۶: معاون مدیر عملیات ویژه و مبارزه با تروریسم ستاد مشترک
- ۲۰۱۶–۲۰۱۸: فرمانده کل لشکر ۸۲ هوابرد
- ۲۰۱۸–۲۰۱۹: رئیس ستاد کل نیروهای مسلح ایالات متحده فرماندهی مرکزی ایالات متحده
- ۲۰۱۹–۲۰۲۲: فرمانده کل سپاه هجدهم هوابرد
- ۲۰۲۲–تاکنون: فرمانده فرماندهی مرکزی ایالات متحده آمریکا[۲۱]

## جوایز و نشان‌ها
|  | نشان پیاده نظام رزمی با ستاره (نشان دهنده جایزه دوم) |
|  | نشان رنجر                                            |
|  | نشان استاد چتربازی با یک ستاره پرش برنزی             |
|  | نشان ستاد مشترک نیروهای مسلح ایالات متحده            |
|  | نشان فرماندهی مرکزی ایالات متحده                     |
|  | هنگ ۷۵ تکاوران نشان شناسایی خدمات رزمی               |
|  | نشان چترباز فرانسوی                                  |
|  | نشان‌ متمایز واحد هنگ ۷۵ تکاوران                      |
|  | ۱۰ نشان خدمات خارج از کشور                           |

| Bronze oak leaf cluster | نشان خدمات برجسته به همراه یک خوشه برگ بلوط               |
| | مدال خدمات برتر دفاعی به همراه سه خوشه برگ بلوط           |
| Bronze oak leaf cluster | لژیون افتخار به همراه یک خوشه برگ بلوط                    |
| Width-44 scarlet ribbon with width-4 ultramarine blue stripe at center, surrounded by width-1 white stripes. Width-1 white stripes are at the edges. | مدال ستاره برنزی به همراه نشان "وی" و چهار خوشه برگ بلوط  |
| Bronze oak leaf cluster | قلب بنفش به همراه یک خوشه برگ بلوط                        |
| | مدال خدمات شایسته دفاعی                                   |
| | مدال خدمات شایسته به همراه چهار خوشه برگ بلوط             |
| | مدال تقدیر خدمات مشترک                                    |
| | مدال تقدیر ارتش به همراه دو شاخه برگ بلوط                 |
| | مدال دستاورد به همراه دو شاخه برگ بلوط                    |
| | تقدیرنامه واحد ریاست جمهوری ارتش                          |
| | جایزه واحد شایسته مشترک                                   |
| | جایزه واحد شجاع                                           |
| | تقدیر از واحد شایسته تقدیر                                |
| Bronze star | مدال خدمت دفاع ملی به همراه یک ستاره خدمت                 |
| | مدال اعزامی نیروهای مسلح به همراه نشان پیکان و ستاره خدمت |
| | مدال خدمت جنوب غربی آسیا به همراه دو ستاره خدمت           |
| | مدال نبرد افغانستان به همراه دو ستاره خدمت                |
| | مدال نبرد عراق به همراه دو ستاره خدمت                     |
| Bronze star | مدال نبرد عزم ذاتی به همراه یک ستاره خدمت                 |
| | مدال اعزامی جنگ جهانی علیه تروریسم                        |
| | مدال خدمت جنگ جهانی علیه تروریسم                          |
| | مدال خدمات دفاعی کره                                      |
| | مدال خدمات بشردوستانه                                     |
| | روبان خدمات ارتش                                          |
| | روبان خدمات برون مرزی ارتش با نشان برنزی شماره ۷          |
| Bronze star | مدال ناتو برای یوگسلاوی سابق به همراه یک ستاره خدمت       |
| | مدال آزادی کویت (عربستان سعودی)                           |
| | مدال آزادی کویت (کویت)                                    |